# Lee Ki-woo
Đây là một tên người Triều Tiên, họ là Lee.
Lee Ki-woo (sinh ngày 23 tháng 10 năm 1981) là diễn viên người Hàn Quốc. Anh được biết đến với các vai diễn trong The Classic (2003), Tale of Cinema (2005), A Love to Kill (2005), and Flower Boy Ramyun Shop (2011).

## Đời sống cá nhân
Lee tham gia nghĩa vụ quân sự vào ngày 9 tháng 11 năm 2009, sau 22 tháng hoạt động tại Bệnh viện Lực lượng Vũ trang Seoul, anh xuất ngũ ngày 1 tháng 9 năm 2011.
He bắt đầu hẹn hò với Lee Chung-ah vào năm 2013, nhưng sau đó công bố chia tay vào năm 2019; họ đều là bạn diễn trong phim Flower Boy Ramyun Shop vào năm.

## Danh sách điện ảnh

### Phim
| Năm  | Tựa phim                 | Vai trò                   |
| ---- | ------------------------ | ------------------------- |
| 2003 | The Classic              | Yoon Tae-soo              |
| 2004 | Windstruck               | Hoàng tử 4 (khách mời)    |
| 2004 | Spin Kick                | Seok-bong                 |
| 2004 | He Was Cool              | Kim Han-sung              |
| 2005 | Tale of Cinema           | Jeon Sang-won             |
| 2005 | Sad Movie                | Sang-gyu                  |
| 2006 | Lost in Love             | Sang-sik                  |
| 2006 | Woman on the Beach       | Nhân viên cứu hộ bãi biển |
| 2007 | Ballet Shoes (phim ngắn) | Lee Ki-woo                |
| 2007 | Skeletons in the Closet  | Jin-sung                  |
| 2007 | Someone Behind You       | Park Hyun-joong           |
| 2008 | Crazy Waiting            | Gi-seong (khách mời)      |
| 2008 | Story of Wine            | Min-sung                  |
| 2008 | Lost and Found           | Kang Min-woo              |
| 2010 | Wedding Dress            | Ji-hoon                   |
| 2011 | Sin of a Family          | Thám tử Lee Tae-heon      |
| 2013 | Bean Sprouts             | Il-hong                   |
| 2014 | Shot Gun                 | Thám tử                   |
| 2015 | Time Renegade            | Thám tử Lee               |
| 2016 | Misbehavior              | Choi Min-ho               |

### Phim truyền hình
| Năm     | Tựa phim                          | Vai trò                                | Kênh  |
| ------- | --------------------------------- | -------------------------------------- | ----- |
| 2004    | Not Alone                         | Lee Ki-woo                             | SBS   |
| 2005    | A Love to Kill                    | Kim Joon-sung                          | KBS2  |
| 2006    | Outrageous Women                  | Jang Woo-jin ("tân binh")              | MBC   |
| 2007    | Kid Gang                          | Lee Kal-nal                            | OCN   |
| 2008    | Star's Lover                      | Jung Woo-jin                           | SBS   |
| 2011    | Cool Guys, Hot Ramen              | Choi Kang-hyuk                         | tvN   |
| 2012    | My Shining Girl                   | Ca sĩ (khách mời, tập 6)               | KBS N |
| 2012    | Standby                           | Ryu Ki-woo                             | MBC   |
| 2013    | The Virus                         | Kim Se-jin                             | OCN   |
| 2013    | Miss Korea                        | Lee Yoon                               | MBC   |
| 2014    | Flower Grandpa Investigation Unit | Park Tae-min                           | tvN   |
| 2016    | Memory                            | Shin Young-Jin                         | tvN   |
| 2016    | The Doctors                       | Gong Byeong-doo (khách mời, tập 1–5,9) | SBS   |
| 2017    | The Lady in Dignity               | Kang Ki-ho                             | JTBC  |
| 2017–18 | Rain or Shine                     | Seo Joo-won                            | JTBC  |
| 2018–19 | Fates & Furies                    | Jin Tae-oh                             | SBS   |
| 2019    | Doctor Detective                  | Choi Tae-young                         | SBS   |
| 2020    | 18 Again                          | Choi Il-kwon                           | JTBC  |
| TBA     | Four Men                          | Kang Il-kwon                           | TBA   |

### Chương trình thực tế
| Năm  | Chương trình      | Kênh    | Ghi chú                           |
| ---- | ----------------- | ------- | --------------------------------- |
| 2011 | Food Essay        | O'live  | Host                              |
| 2013 | Playing Oppa      | Y-Star  | Host                              |
| 2014 | Friends in Macau  | Y-Star  |                                   |
| 2015 | Real Men Season 2 | MBC     |                                   |
| 2016 | Babel 250         | tvN     | Thành viên                        |
| 2016 | Running Man       | SBS     | 306, 309, khách mời               |
| 2017 | Battle Trip       | KBS2    | Cùng với Lee Yi-kyung (tập 42–45) |
| 2018 | Busted!           | Netflix | Khách mời tập 3                   |

### Video ca nhạc
| Năm  | Bài hát                                                            | Nghệ sĩ       |
| ---- | ------------------------------------------------------------------ | ------------- |
| 2002 | "100 Days"                                                         | Naul          |
| 2006 | "Living One Year in Winter"                                        | Brian Joo     |
| 2009 | "Staying Away"                                                     | KCM           |
| 2012 | "Just Let It Go" + "Bad Guy Thing" + "Sorry I'm Sorry" (Escape EP) | Kim Hyung-jun |
| 2012 | "Memory of the Wind"                                               | Naul          |
| 2018 | "My Apology Letter"                                                | Kim Yeon-woo  |

## Giải thưởng và đề cử
| Năm  | Giải thưởng                    | Thể loại                | Đề cử  | Kết quả   |
| ---- | ------------------------------ | ----------------------- | ------ | --------- |
| 2008 | 1st Korea Jewelry Awards       | Giải lục bảo            | —      | Đoạt giải |
| 2013 | 8th Asia Model Festival Awards | Giải ngôi sao người mẫu | —      | Đoạt giải |
| 2016 | Korea Drama Awards lần 9       | Giải Hot Star           | Memory | Đoạt giải |

## Liên kết
- Lee Ki-woo trên Sina Weibo (bằng tiếng Trung Quốc)
- Lee Ki-woo Lưu trữ ngày 23 tháng 7 năm 2017 tại Wayback Machine tại Wid May
- Lee Ki-woo trên HanCinema
- Lee Ki-woo tại Korean Movie Database
- Lee Ki-woo trên IMDb